# Monique Ganderton
Monique Ganderton (n. Edmonton; 6 de agosto de 1980) es una actriz y doble de riesgo canadiense de cine y televisión.

## Biografía
Ganderton nació en Edmonton, Alberta. Se inició en el mundo del modelaje antes de convertirse en doble de riesgo. Ha sido doble de actrices como Tricia Helfer, Rachel Nichols, Leelee Sobieski, Bridget Moynahan, Daryl Hannah, Rebecca Romijn, Famke Janssen y Kristanna Loken. En 2009 interpretó a Alia, papel recurrente de la novena temporada de la serie de televisión Smallville.

## Filmografía

### Cine
- Chicago (2002)
- The Wicker Man (2006)
- The Secrets of Comfort House (2006)
- A.M.P.E.D. (2007)
- When a Man Falls in the Forest (2007)
- Numb (2007)
- Inseparable (2008)
- Another Day in Hell (2009)
- Merlin and the Book of Beasts (2009)
- The King of Fighters (2010)
- Icarus (2009)
- Bad Meat (2009)
- 30 Days of Night: Dark Days (2010)
- The Twilight Saga: Eclipse (2010)
- Unrivaled (2010)
- Hard Ride to Hell (2010)
- The Cabin in the Woods (2011)
- Hansel y Gretel: cazadores de brujas (2013)
- El paquete (2013)
- American Ultra (2015)
- X-Men: Apocalipsis (2016)
- Avengers: Infinity War (2018)
- Avengers: Endgame (2019)